# Los Bañales
Los Bañales és un jaciment arqueològic romà situat en el terme municipal d'Uncastillo, al nord-oest de la província de Saragossa (Espanya), tot just a 15 quilòmetres de la pròpia Uncastillo i a tan sols 95 quilòmetres de Saragossa. Avui dia és el jaciment romà més important de la comarca de Las Cinco Villas d'Aragó -d'altra banda, d'intensa presència romana- i un dels més notables d'Aragó. Com a jaciment arqueològic, Los Bañales amaga les restes d'una ciutat romana el nom de la qual no pot certificar-se encara amb seguretat. Va haver d'ocupar una extensió d'una mica més de vint hectàrees de terreny, delimitades al nord per un monumental espai residencial, al sud pel turó de l'Ús i la Filosa (El Huso y la Rueca), a l'est per Puy Foradado i el traçat elevat d'un aqüeducte romà, i a l'oest per la suposada necròpoli al peu del turó de El Pueyo.
De la citada ciutat, durant molts anys, l'única cosa estudiada amb detall va ser el seu sistema hidràulic, dotat d'unes monumentals termes -construïdes a la fi del segle I d. C.- i d'un aqüeducte que transportava l'aigua a la ciutat des d'un possible embassament proper. Van ser precisament les termes les que van haver de donar nom al lloc i a l'antiga advocación de Nuestra Señora de Los Bañales, l'Ermita de la qual presideix l'àrea arqueològica. En els últims anys, des de 2008, gràcies a l'embranzida de la Fundación Uncastillo i de la Direcció general de Patrimoni del Govern d'Aragó, s'ha reprès la recerca en el lloc i s'han posat al descobert interessants espais de l'urbanisme de la ciutat i, també, objectes que van formar part de la seva cultura material quotidiana.
En l'actualitat els treballs arqueològics, de recerca i de formació d'ells derivats, i de posada en valor, compten amb el suport de la Direcció general de Patrimoni Cultural del Govern d'Aragó, de la Comarca de les Cinc Viles i dels Ajuntaments de Uncastillo, Sádaba, Layana i Biota. A més, amb un model totalment innovador en gestió del patrimoni arqueològic, la Fundación Uncastillo canalitza també una sèrie d'ajudes de diverses empreses privades (E.on, General Eòlica Aragonesa o la Fundació ACS) que col·laboren amb el projecte.

## Història
Segons les dades de les fonts antigues -Plinio el Vell, Ptolemeu, Tito Livio, Estrabón-, Los Bañales va haver de formar part del territori que els textos clàssics atribueixen als Vascons, un poble que va ocupar els territoris de l'actual Navarra i les Cinc Viles d'Aragó fins al Riu Gállego. Com a tal, pertanyeria a la jurisdicció de Caesaraugusta, l'actual Saragossa estant, possiblement, comunicat amb ella a través de la via que, a través de Caesaraugusta i Pompelo (l'actual Pamplona) enllaçava els ports de Tàrraco (Tarragona) i Oiasso (Irun). A través de Los Bañales i de les Altes Cinc Viles, part d'aquesta via es dirigia probablement cap a Aquitània travessant les antigues ciutats romanes situades en el Cabezo Ladrero (Sofuentes) i Campo Real/Fillera (Sos del Rey Católico-Sangüesa), la qual cosa explicaria la monumentalitat dels tres centres i, especialment, de Los Bañales. Abans d'arribar a Los Bañales, aquesta mateixa via, que accedia al lloc travessant el terme municipal de Biota, passava per la ciutat romana que va haver-hi en Ejea de los Caballeros, tal vegada la Segia de les fonts antigues.
S'ignora el nom que la ciutat va tenir pels qui la van habitar i, també, aquell amb el qual poguessin conèixer-la els romans a la seva arribada a la zona cap al 195 a.C. En tots els anys que s'han dedicat a l'estudi d'aquest jaciment, molts han estat els noms possibles que se li han atribuït, Clarina, Muscaria, Atiliana, però el que actualment es considera més plausible és el de Tarraca, la Terracha llistada en el Ravenate (IV 43 - 311,11) que és una ciuitas foederata segons els llistats de Plinio (Nat. 3, 24) relatius al convent jurídic de Caesaraugusta, la Tarraga vascona citada per Ptolemeu (O 6, 66), en la via de Caesaraugusta a Pompelo, encara que aquesta via no se citi en l'Itinerari de Antonino. En qualsevol cas, només l'aparició d'alguna inscripció pública en les excavacions futures, en la qual figuri el nom de la ciutat, podrà resoldre aquesta incògnita.
Segons proposen les últimes dades conegudes, la ciutat va tenir –almenys en la seva part baixa, la més monumental– un primer i gairebé general abandonament entorn del segle iii, un trasllat de les seves elits locals a finques rurals -explotades ja des del segle I a.C.- i una retracció del seu poblament cap a El Pueyo -monticle predominant de la ciutat-, on sembla sobreviure fins al segle IX d.C.

## Activitat arqueològica
Al juny de 1931, la Gaceta de Madrid antecessora del Butlletí Oficial de l'Estat va incloure Los Bañales de Uncastillo i altres monuments de la zona com el Mausoleo de los Atilios i la Sinagoga de Sádaba en el Tresor Artístic Nacional. Setanta anys més tard, al març de 2003, aquests conjunts són declarats Bé d'Interès Cultural per la Direcció general de Patrimoni del Govern d'Aragó.
Durant aquest extens període comprès entre els anys 1931 i 2003, el jaciment va ser escenari d'actuacions arqueològiques en tres ocasions:
- Entre 1942 i 1947 dirigides per José Galiay. Va excavar les termes, El Pueyo, la zona de les dues columnes i l'angle nord-oest del fòrum, que va interpretar com un temple.[5][6]
- Entre 1972 i 1979 dirigides per Antonio Beltrán. Va excavar les termes íntegrament -incloent la seva reconstrucció-, una illa en El Pueyo, ja excavada per Galiay, va fer estudis complets sobre l'aqüeducte i el sistema hidràulic, i en les últimes campanyes, va excavar de nou la zona de les dues columnes, erròniament tractada com un macèl·lum.[7][8]
- Entre 1998 i 2001 dirigides per José María Viladés i Miguel Ángel Zapater. Van excavar una zona a l'Est de les termes.

En l'actualitat i sense interrupció des de l'any 2008, el jaciment és objecte d'un Pla de Recerca encarregat per la Direcció general de Patrimoni del Govern d'Aragó a la Fundación Uncastillo i dirigit per l'arqueòleg Juan José Béns i l'historiador Javier Andreu.
| Any  | Excavacions    | Prospeccions          | Campanyes a El Pueyo | Geoarqueologia |
| ---- | -------------- | --------------------- | -------------------- | -------------- |
| 2008 |                | Campanyes I, II y III |                      |                |
| 2009 | Campanya I.    | Campanya IV           |                      |                |
| 2010 | Campanya II.   | Campanya V.           |                      |                |
| 2011 | Campanya III.  | Campanya VI           |                      | Campanya I     |
| 2012 | Campanya IV.   | Campanya VII          | Campanyes I y II     | Campanya II    |
| 2013 | Campanya V.    | Campanya VIII         | Campanya III         | Campanya III   |
| 2014 | Campanya VI.   | Campanya IX.          | Campanya IV          | Campanya IV.   |
| 2015 | Campanya VII.  | Campanya X.           |                      | Campanya V     |
| 2016 | Campanya VIII. | Campanya XI.          |                      |                |
| 2017 | Campanya IX.   | Campanya XII          |                      |                |
| 2018 | Campanya X.    |                       |                      |                |

Des de 2015, i gràcies a la col·laboració de la Fundació Caixa Navarra, l'Obra Social "La Caixa" i la UNED de Tudela, Los Bañales compta amb un Museu Virtual en constant increment allotjat en la plataforma Sketchfab que és una de les més empleades per projectes patrimonials i institucions. El Museu recull els treballs de digitalització en 3D de tota mena de material arqueològic -des d'estructures fins a objectes de la cultura material- no només procedent de Los Bañales sinó també d'altres enclavaments arqueològics de la Comarca de les Cinc Viles. L'autor dels models tridimensionals -que inclouen anotacions de caràcter pedagògic i informatiu- és Pablo Serrano Basterra sota la coordinació de Javier Andreu Pintado.
El 30 de setembre de 2016 es va atorgar al projecte arqueològic de Los Bañales el premi en la modalitat Local/Regional en la Primera Edició dels Premis Sísifo a la recerca, defensa i divulgació del Patrimoni Arqueològic, impulsats pel Grupo de Investigación Sísifo de la Universitat de Còrdova a través del seu projecte de Cultura Científica Arqueología Somos Todos, destacant el compromís amb la difusió i la socialització del patrimoni que, des de 2008, es ve desenvolupant en Los Bañales. El lliurament del premi va tenir lloc a la pròpia Universitat de Còrdova el dia 27 d'octubre de 2016.

## Conjunt monumental
L'àmplia partida del sud del terme municipal de Uncastillo que es coneix com Los Bañales amaga les restes d'una ciutat romana de nom encara desconegut, la visita del qual permet comprendre quals van ser els principals reptes als quals Roma va haver d'enfrontar-se per instal·lar en aquest lloc un centre urbà que es va significar entre els més pròspers i monumentals de la Vall de l'Ebre. Encara en procés d'estudi, avui dia les seves restes ofereixen sensacionals exemples de l'arquitectura pública i privada romanes i, especialment, de l'enginyeria hidràulica.

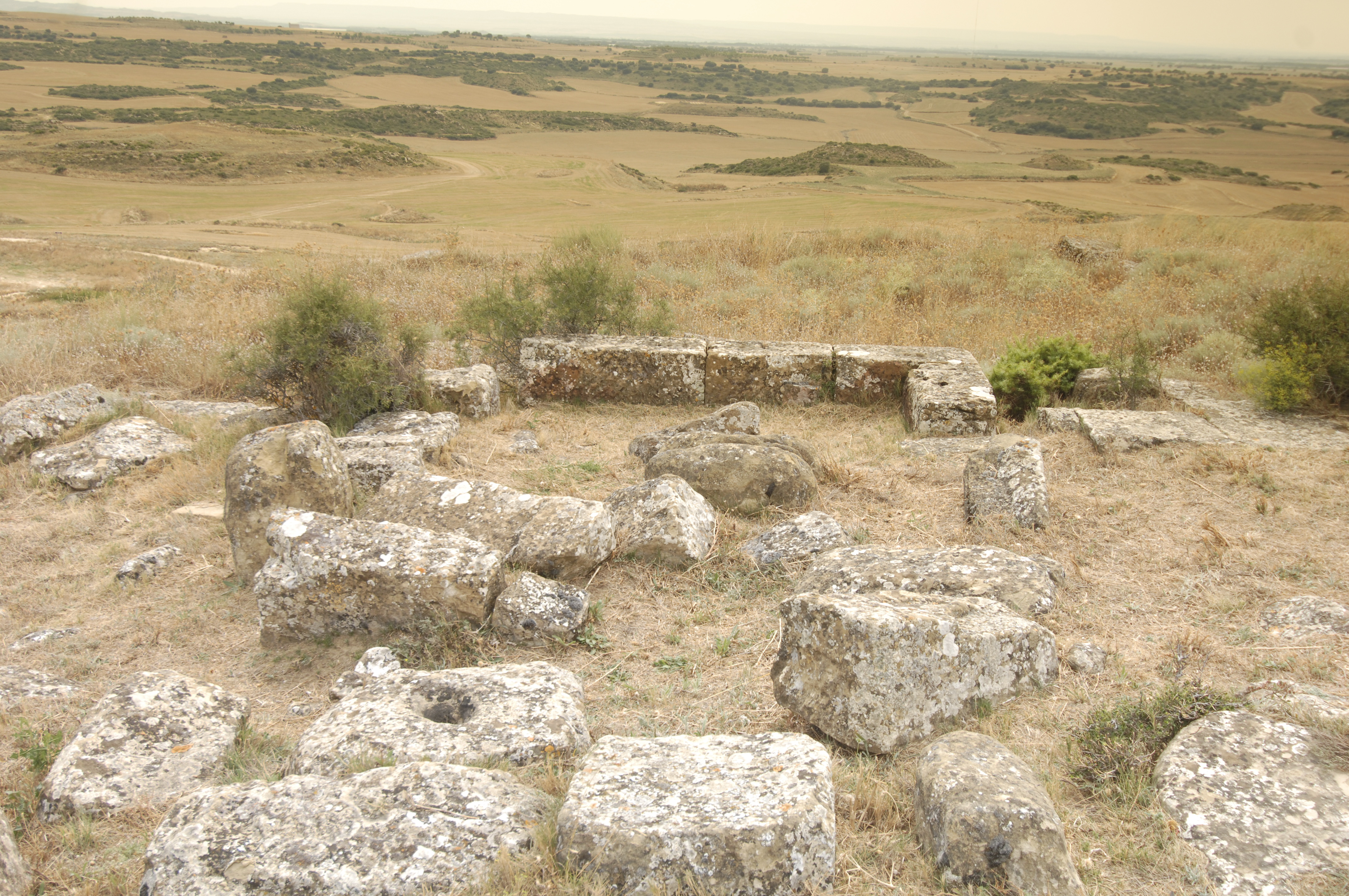
Estructures d'un possible temple en el cim de El Pueyo

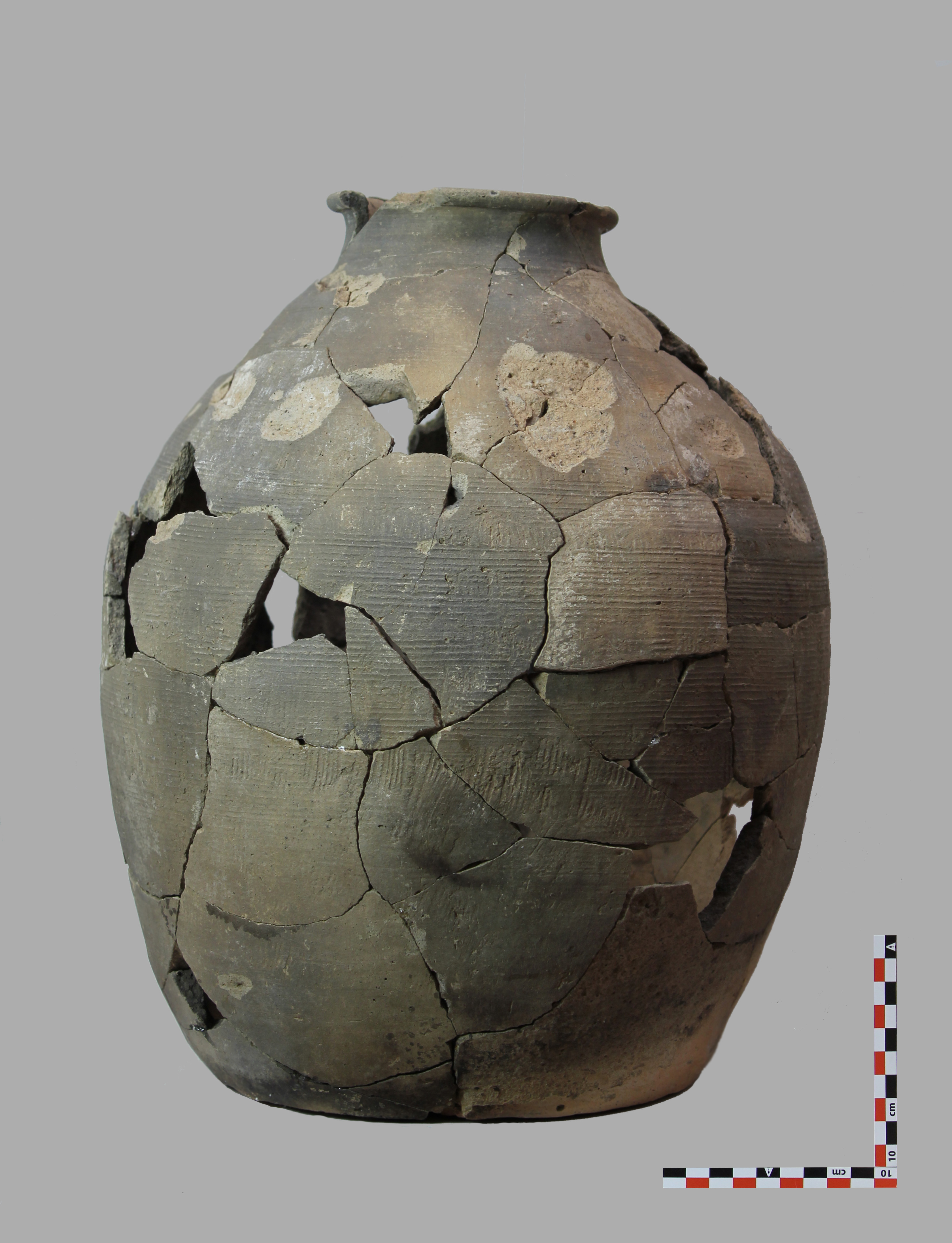
Alfàbia trobada, entre moltes altres peces, en El Pueyo de Los Bañales (S. VIII-IX)

### El Pueyo
Tenint en compte els resultats de les diferents campanyes de prospeccions realitzades a l'entorn de Los Bañales fins avui, es calcula que la ciutat va ocupar una superfície aproximada de 24 hectàrees, entre el vessant sud del turó de El Pueyo i el monticle del l'Ús i la Filosa (El Huso y la Rueca) (503 m.), al fons de la vall, dos grans i tosques pedres en posició vertical, aixecades en època romana i carregades de velles llegendes de gegants i de Samsóns, possiblement una fita terminal de la ciutat, al peu del pas de la via.

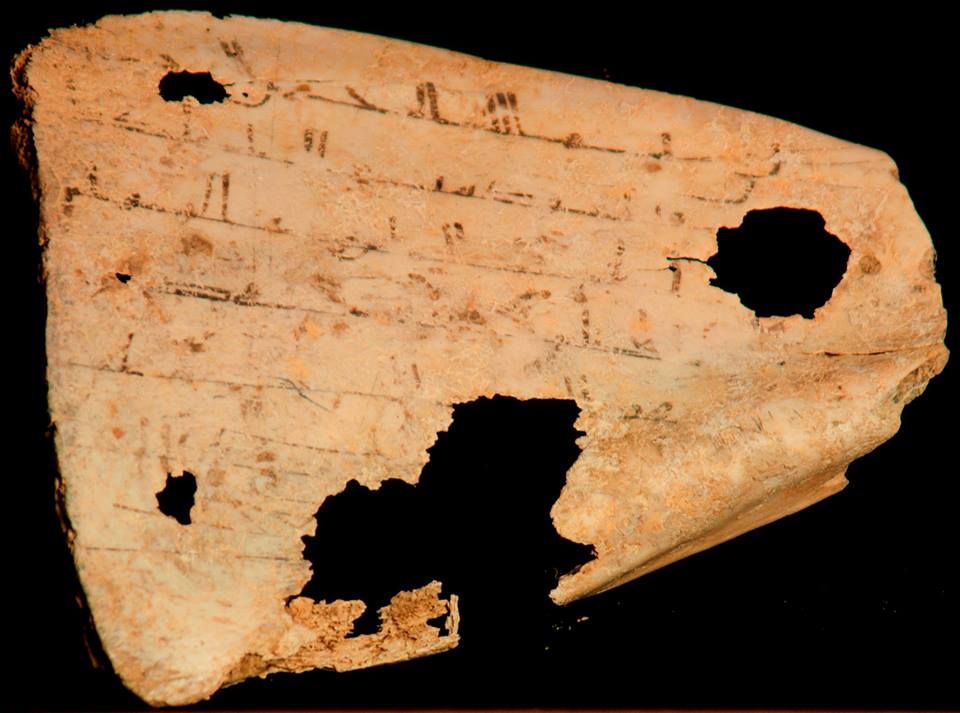
Escàpula amb text en àrab trobada en El Pueyo

El turó de El Pueyo, un petit promontori de 567 metres de cota i una mica menys d'un centenar sobre les terres circumdants, és possiblement el punt d'origen del poblament de la zona en època prerromana, romanitzat en diferent mesura en cadascuna de les tres terrasses en les quals està estructurat i segons les últimes evidències conegudes, molt probablement ocupat fins al segle IX de nostra era, quan la ciutat ja feia segles que estava en procés de desmantellament i els seus habitants dispersos pel territori.
Des del punt de vista domèstic, el sistema urbanístic va variar en cadascuna de les terrasses. Així, en la més immediata al fòrum, un carrer central -parcialment excavada per José Galiay i encara avui visible- servia d'eix perquè els habitatges es disposessin entorn d'ella de manera radial. Protegint la segona terrassa es conserven restes d'una muralla realitzada amb grans carreus i en el punt més alt del turó vestigis d'un edifici monumental, potser un temple de factura romana, mantenint l'ús que va poder tenir aquesta mateixa zona en època prerromana, ja que des d'aquest punt es domina visualment tota la vall.
Les excavacions dels últims últims anys en el lloc han aportat un notable lot de material ceràmic dels segles VIII i IX d. C. així com la troballa d'una singular escàpula d'os amb text en àrab.

### El fòrum
La primera terrassa de El Pueyo, va poder estar reservada a finalitats de caràcter públic. Així permeten evidenciar-ho les restes de l'edificació que José Galiay va denominar temple en les seves excavacions dels anys 40 del segle passat, consistents en una important concentració de pedestals i elements motllurats de notable envergadura al costat d'un mur de tancament en angle cap al turó i que no havien tornat a ser motiu d'estudi fins a l'inici de l'actual Pla de Recerca, revelant ja sense cap dubte, que es tracta en realitat d'un fòrum monumental del que fins al moment sol es coneixen part dels seus laterals nord i oest.
Les actuacions realitzades en les últimes campanyes d'excavació -des de 2008- han revelat que el fòrum se sustentava sobre grans caixes de fonamentació assentades sobre la pròpia roca i realitzades amb grans carreus encoixinats, la qual cosa fa intuir que els espais superiors van ser d'una majestuosidad imponent. Això unit a la seva situació elevada i aterrazada en una àmplia àrea compresa entre l'Ermita de Nuestra Señora de Los Bañales i el camí de pujada a El Pueyo fan suposar que el fòrum seria ostensiblement visible des de la via, al seu pas a certa distància al sud de la ciutat creuant la vall.
Les últimes campanyes d'excavacions d'estiu en aquest espai de la ciutat romana no han deixat de desvetllar elements que venen a confirmar aquesta gran magnificencia que va haver de tenir la plaça pública de la ciutat:
- Campaña III (2011) - Exedra en el pòrtic Oest amb quatre monumentals inscripcions conservades in situ de caràcter votiu i salutífer dedicades per una tal Pompeia Paulla a quatre deïtats.[31]
- Campaña IV (2012) - Edícula en el Pòrtic Oest -contigua a l'anterior- amb un podi monumental amb restes d'ancoratges d'estàtues i amb cinc textos en els quals els protagonistes són M. Fabius Nouus iPorcia Fauentina les estàtues del qual –si s'ha de jutjar per les cartelas amb els seus noms– ocuparien el costat esquerre de l'edificació, deixant el central reservat per a una estàtua a la Victòria Augusta ofrendada per tots dos i els laterals per a sengles homenatges per part de cadascun d'ells a L. Fabius Placidus, oncle de M. Fabius Nouus, i a Porcia Germulla, potser germana de Porcia.[32][33] Els dos conjunts epigràfics, per decisió de Govern d'Aragó, van ser protegits per rèpliques en arenisca realitzades per l'Escola Taller de cantería, amb que aquesta institució comptava en Sádaba fins a 2012.
- Campaña V (2013) - Un notable lot, de més de 40 peces, de material escultòric romà amortitzat, segurament, per a la conversió en calç. Peces en marbre blanc importat, restes de programes decoratius diferents compostos per estàtues de togats i de cuirassats.[34] Mereixen especial atenció les restes d'una cuirassa d'una estàtua cuirassada -Thoracatus- decorats amb relleus al·lusius a una victòria imperial així com les restes de dues cames que permeten reconstruir parcialment l'escultura original.[35] L'empresa Paleorama treballa en el projecte Princeps Resurgens, que pretén la reconstrucció virtual per mitjans fotogramètrics d'aquest thoracatus.[36]
- Campaña VI (2014) - Es defineix el perímetre complet del fòrum, descobrint el costat occidental que faltava. Es descobreix també un nou lot de més d'una trentena de peces de marbre blanc de estatuària del fòrum, destacant entre ells un nou fragment de la cuirassa del Thoracatus, complementari del descobert en la campanya de 2013 i diversos fragments de retrats imperials de la dinastia Julio-Claudia.
- Campaña VII (2015) - A la fi de maig en l'excavació del criptopórtico oriental del fòrum, va aparèixer un pedestal dedicat per l'oficial de cavalleria Quinto Sempronio Vítulo a l'emperador Tiberi,[37] en el seu cinquè consolat (31/32 d.C.),[38][39] la primera setmana de juny un segon pedestal, a la mateixa zona que el primer, aquest dedicat a Lucio Cessar,[40][41] fill adoptiu de l'Emperador August i que pot ser datat entre el 5 a.C. i el 2 d.C.,[42][43] en l'última setmana de juny, un tercer pedestal a la mateixa zona, dedicat per un lliberto a Quinto Sempronio Vítulo -promotor del primer pedestal dedicat a Tiberi- en el qual es detalla la seva carrera militar,[44] com a oficial en l'ala Tauriana i subprefecto de cohort en la cohors Germanorum[45] i en la primera setmana de juliol, un quart pedestal pràcticament idèntic a l'anterior,[46] encara que en aquesta ocasió apareix complet el nom del dedicant del monument, el llibert Aesopus[47] i, a diferència de l'anterior, que es va fer per disposició testamentaria del propi Vitulo, aquest ho va erigir Aesopusper pròpia iniciativa.[48]
- Campaña VIII (2016) - Es defineix de forma completa el perímetre de la plaça pública, amb les tabernae pel seu costat occidental i el carrer de pujada a El Pueyo per l'oriental.

Durant l'any 2014, Pablo Serrano Basterra, becari del Pla de Recerca de la Fundació Uncastillo a Los Bañales, ha estat treballant, amb l'assessorament de l'Equip Científic del projecte, i gràcies a l'ús de l'eina informàtica per a recreació virtual del patrimoni arqueològic Blender, en el projecte Forum Renascens que pretén, a través de la tecnologia 3D, tornar la vida al fòrum que tindria un aspecte semblant al que s'ha proposat en el resultat d'aquest treball.
El dissabte 10 de febrer de 2018 es va presentar en la localitat de Layana (Saragossa) una aplicació per a mòbils i tabletas Android que permet conèixer el jaciment de Los Bañales a través d'una sèrie de materials multimèdia com audioguías, recreacions virtuals o videos en 3D. Aquest jaciment és el primer d'Aragó que posa a la disposició del públic una aplicació d'aquest tipus. En la seva primera edició se centra en el fòrum de la ciutat romana, deixant la resta de parts del jaciment per a posteriors ampliacions. El projecte ha estat possible gràcies a la Fundació Espanyola per a la Ciència i la Tecnologia (FECYT) i a la col·laboració de ADEFO Cinco Villas, els Ajuntaments de l'entorn i la Universitat de Navarra (UNAV). El seu programador ha estat César Aísa.

### Les termes
Les termes són sens dubte, el monument més representatiu del jaciment de Los Bañales i possiblement un element inspirador de l'actual nom de la zona, relatiu als banys. En gran manera el seu excel·lent estat de conservació actual es deu al seu aprofitament durant anys com a habitatge, ja que així ho va descriure en 1610 Juan Bautista Labaña, geògraf portuguès, autor d'un mapa i un itinerari del Regne d'Aragó.

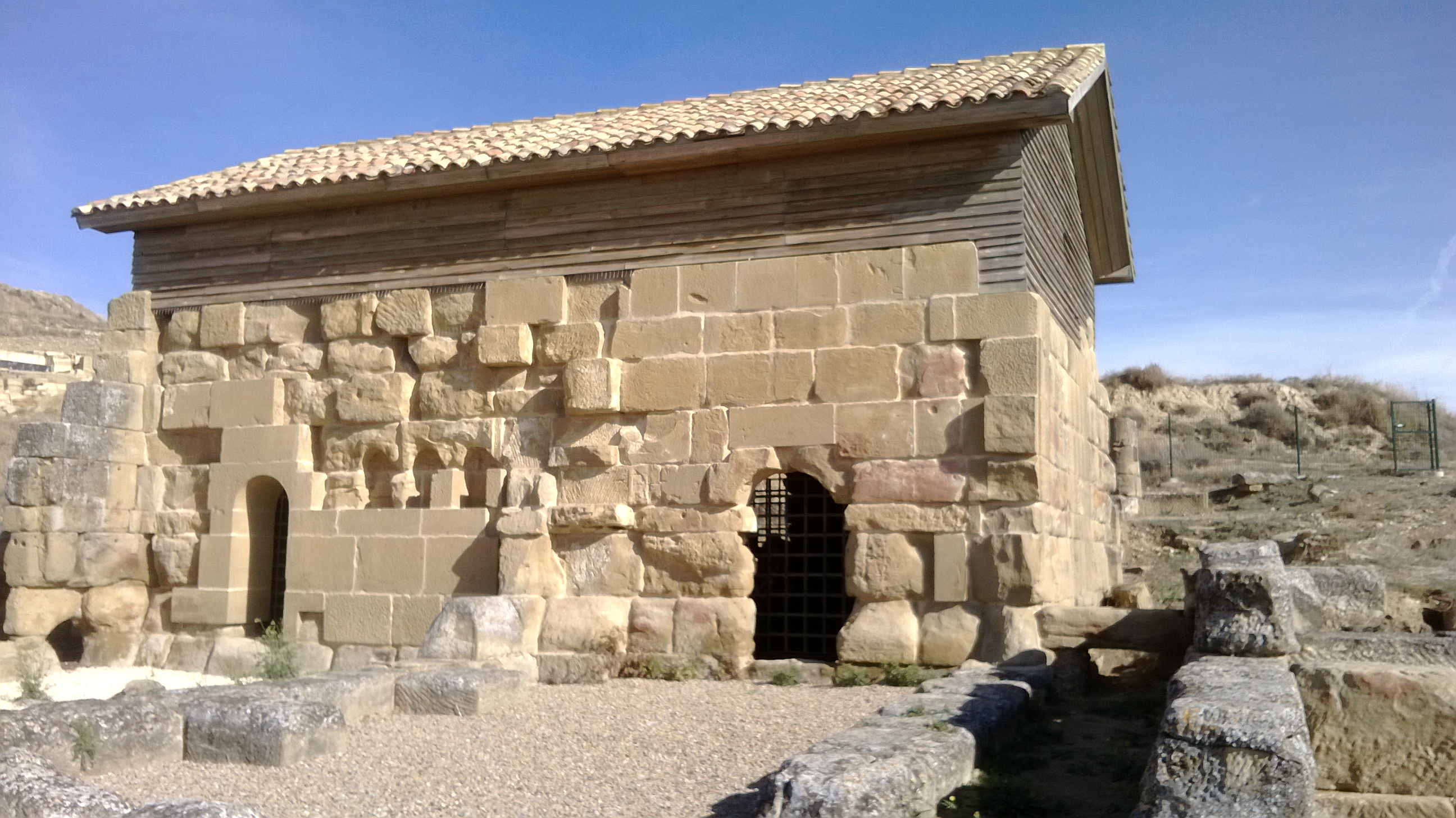
Exterior de les termes de Los Bañales

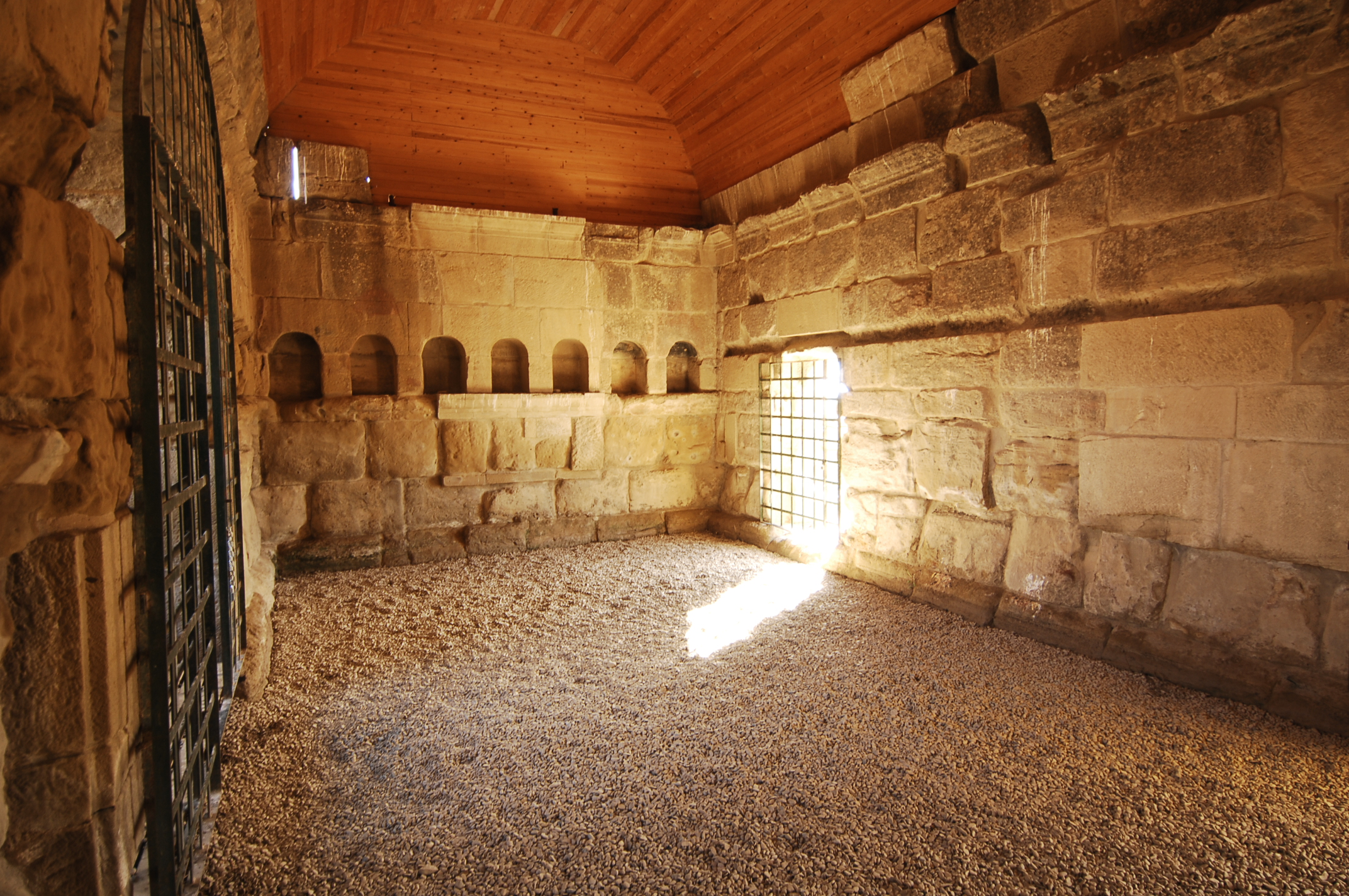
Apodyterium de les termes de Los Bañales

Van ser excavades tant per José Galiay com posteriorment per Antonio Beltrán, que va procedir a la seva restauració i cubrimiento i en aquest estat han arribat fins als nostres dies. La seva extensió d'uns 530 m2 i una capacitat per 60 persones aproximadament, fan suposar que no serien les úniques termes de la ciutat, atès que el potencial que la mateixa està desvetllant necessitaria d'unes termes de major capacitat. En qualsevol cas aquestes disposen de totes les sales necessàries per realitzar un recorregut termal o de condícia completa.
S'accedia per dos petits vestíbuls amb bancs, que permetien controlar els torns d'entrada i sortida, d'aquests es passa a un vestuari -apodyterium- en el qual es conserven en les seves parets les fornícules a manera de guarda-roba -loculi- i des d'est i a través de dues portes es pot accedir a la sala freda -frigidarium- en la qual hi ha una petita piscina -natatio-, o a la sala temperada -tepidarium- i des d'aquesta a la sala calenta -caldarium- on també hi havia una banyera d'aigua calenta, en una sala que funcionava com a sauna -sudatio-). En el lateral Aquest de les termes hi havia unes latrines accessibles des del frigidarium i des del vestíbul.

### Zones residencials, artesanals i comercials
Existeixen diverses zones a la ciutat dels Bañales, amb estructures que s'identifiquen com a zones residencials i/o comercials, tant en època romana com en altres moments de la seva història. Cadascuna d'aquestes zones té les seves particularitats.

#### Àrea domèstic artesanal

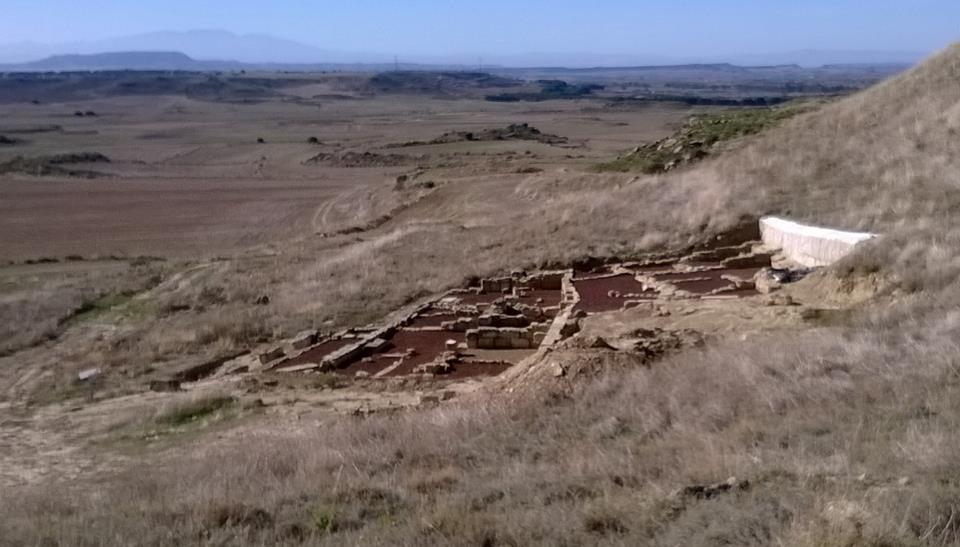
Àrea domèstic artesanal dels Bañales

Al costat de les termes, s'ha excavat entre 2009 i 2012 una parcel·la del jaciment que no havia estat objecte d'excavacions prèvies, descobrint un espai de caràcter artesanal i industrial, construït aprofitant altres espais d'aspecte monumental d'ús possiblement públic, i reutilitzant materials arquitectònics d'altres construccions.
S'observen en aquest espai, tant estades de tipus residencial, com altres que semblen ser industrials, com forns o zones d'emmagatzematge, el que fa pensar que pugui tractar-se d'habitatges amb tallers artesanals i tenint en compte que s'han trobat gran quantitat d'objectes realitzats en os, és possible que es tractés d'una botiga -tabernae- dedicada a la fabricació i venda d'aquests productes.

#### El carrer porticat

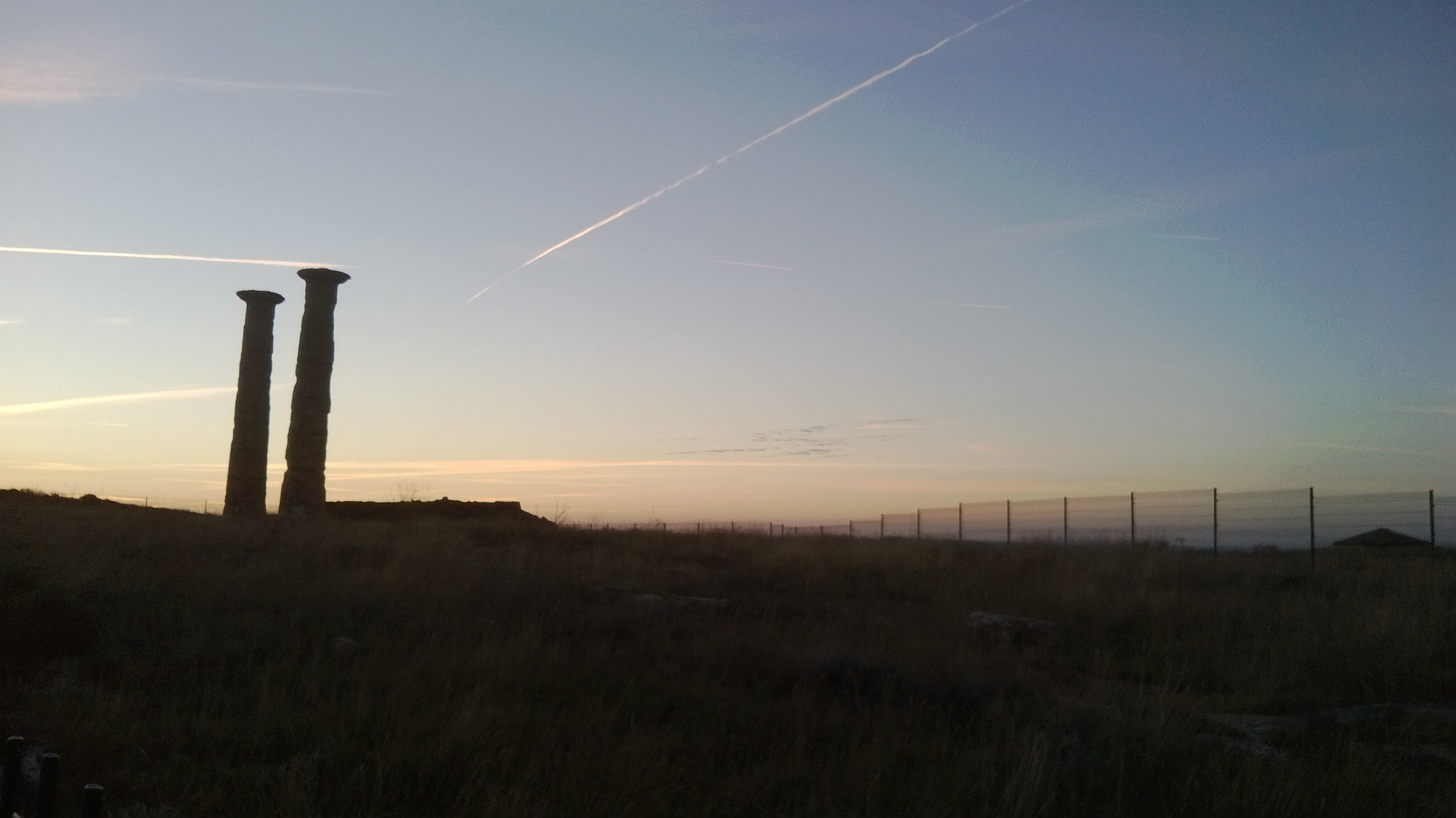
Clarejar a la Casa del Peristil de Los Bañales

El primer que es troba el visitant que arriba a Los Bañales per la població de Layana, són dues colossals columnes toscanes. Durant dècades es van considerar erròniament un possible accés al fòrum de la ciutat o part d'un macèl·lum, però en realitat, aquestes dues columnes -i unes altres de les quals només es conserva la seva base- formarien part d'un pòrtic situat en l'encreuament de dos carrers -de les quals es conserven part de les voreres- en un dels angles de les quals es va situar un habitatge monumental, previsiblement pertanyent a l'elit local. Es tracta d'un habitatge, amb peristil central, al que s'obrien les estades principals, de les quals es conserven parts del sòcol de pedra, en el qual es recolzarien els diferents murs.
Al costat d'aquesta zona es conserven, també, les restes d'una escala que conduiria a una altra zona situada en una terrassa inferior, actualment zona de cultiu. Tot aquest conjunt es va excavar per última vegada i de forma molt parcial, en els anys 70 del segle xx.

#### Els habitatges de El Pueyo

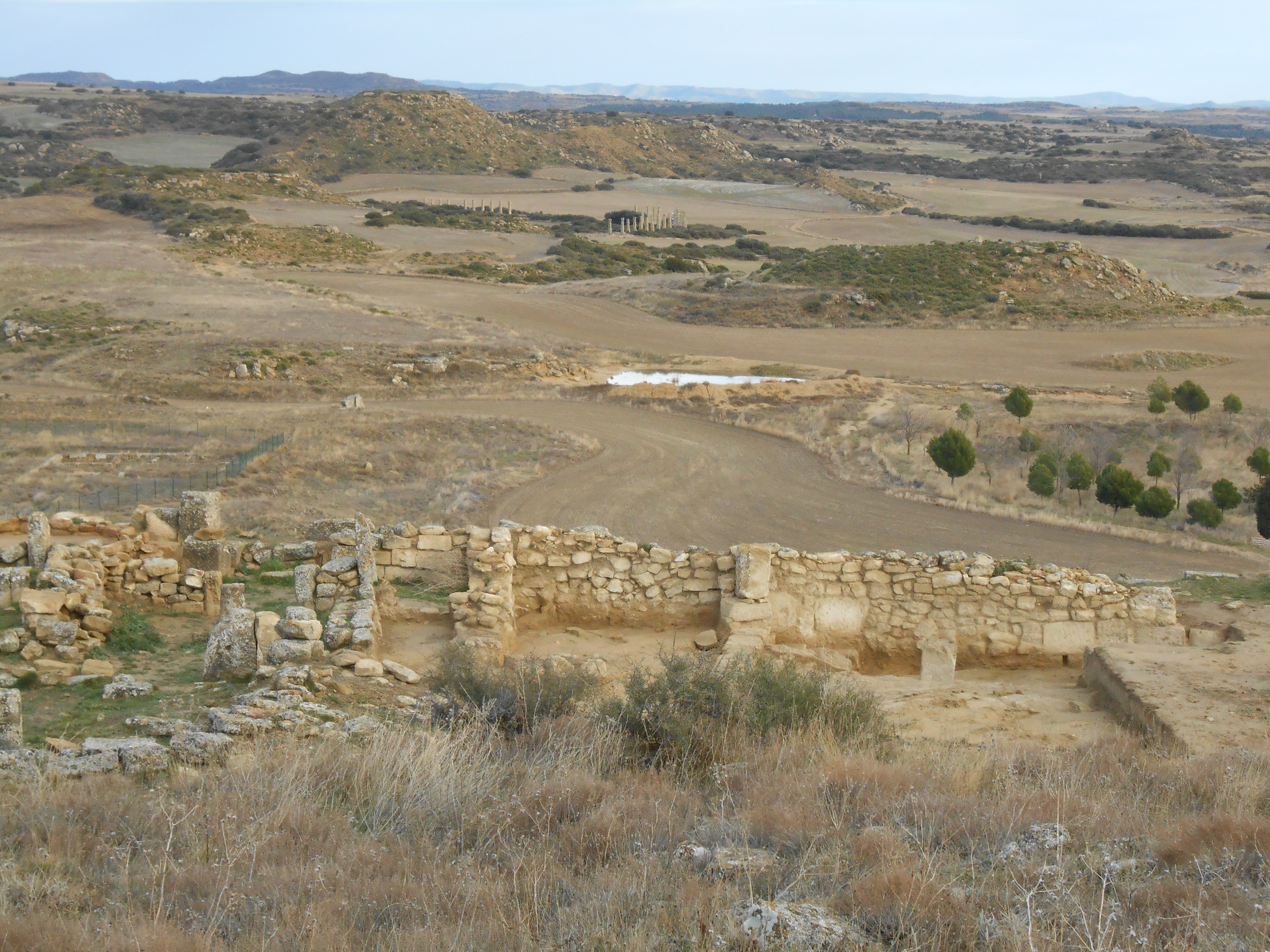
Habitatges en El Pueyo de Los Bañales i vista de la vall. Al fons l'aqüeducte.

Ocupat per habitatges d'època prerromana, El Pueyo va ser extraordinàriament aprofitat en tota la seva extensió i en el cas dels habitatges, especialment la seva segona terrassa, on avui dia es poden intuir, observant-la des d'un punt elevat, les diferents illes de cases -insulae-. En les façanes d'aquestes cases, que en alguns casos van haver de tenir baixos comercials -tabernae-, es poden observar blocs ben escairats i de grans dimensions situats en zones clau de l'edificació, mentre que els sòcols mitgers de l'interior van ser elaborats amb sillarejo i ortòstats perpendiculars per donar major consistència al mur. La seva estructura atípica per al model romà fa suposar que són habitatges adaptats a les diferents èpoques de pervivència de la població en aquesta zona de la ciutat, des de segles abans a la romanització i fins a segles després del desmantellament de les estructures públiques de la ciutat romana.
Excavada per José Galiay i documentada de nou per Antonio Beltrán, una part de la segona terrassa citada, es troba en l'actualitat de nou en estudi, havent descobert en les últimes excavacions un tram de la muralla que envoltava aquesta terrassa, amb el basament d'una de les seves torres i fins i tot la polleguera d'una porta de la muralla.

### El proveïment d'aigua
Situada en una immensa planicie al centre de les conques fluvials dels rius Riguel i Arba de Luesia, la ciutat de Los Bañales va haver de solucionar, per mitjà de cisternes i de deus avui extints, el proveïment d'aigua en els seus orígens, però el seu creixement o la pèrdua dels aqüífers originals li van portar a construir un sistema hidràulic, sense parangó al món romà, que li proporcionés el volum d'aigua necessari per cobrir totes les seves necessitats.
Si s'ha de jutjar per les marques testificades en alguns dels carreus dels pilars de l'aqüeducte al·ludint a la Legio IIII Macedonica que va participar en la construcció entre el 9 i 5 a. C de la via entre Caesaraugusta i Pompelo -al costat de la Legio VI Victrix i la Legio X Gemina-, es podria datar la construcció de l'aqüeducte en aquestes mateixes dates, coincidint amb el qual seria el primer enlairament monumental de la ciutat.
El 17 d'abril de 2015, dins del programa de l'I Cap de setmana Romà en Los Bañales es van presentar en Biota dos nous audiovisuals dedicats al sistema hidràulic de la ciutat. El primer d'ells un reportatge dirigit pel jove realitzador aragonès Álvaro Bonet i el segon, una recreació infogràfica realitzada en Blender per Pablo Serrano de la qual també apareixen fragments en el primer dels audiovisuals.

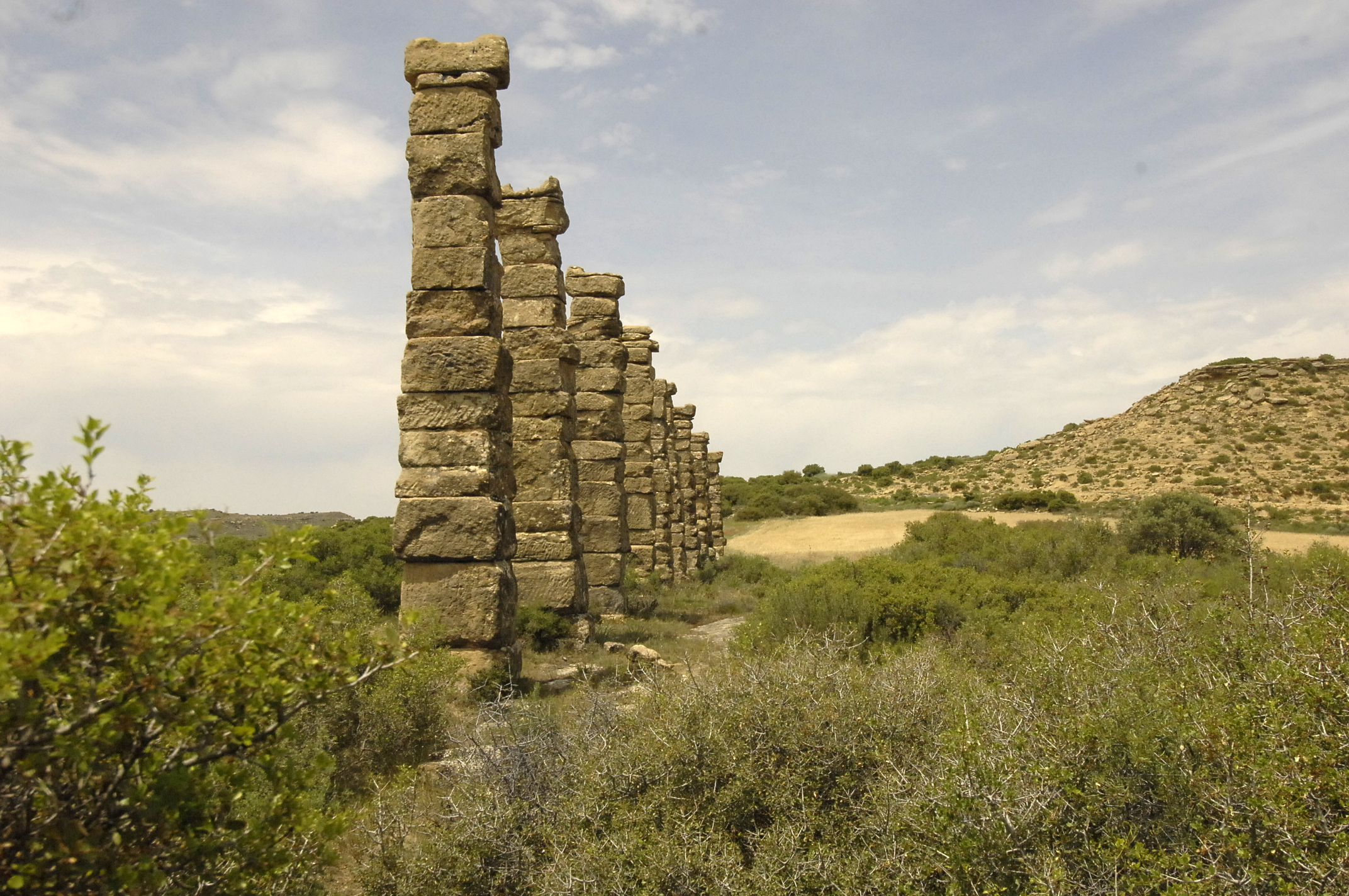
Alguns pilars de l'aqüeducte de Los Bañales.

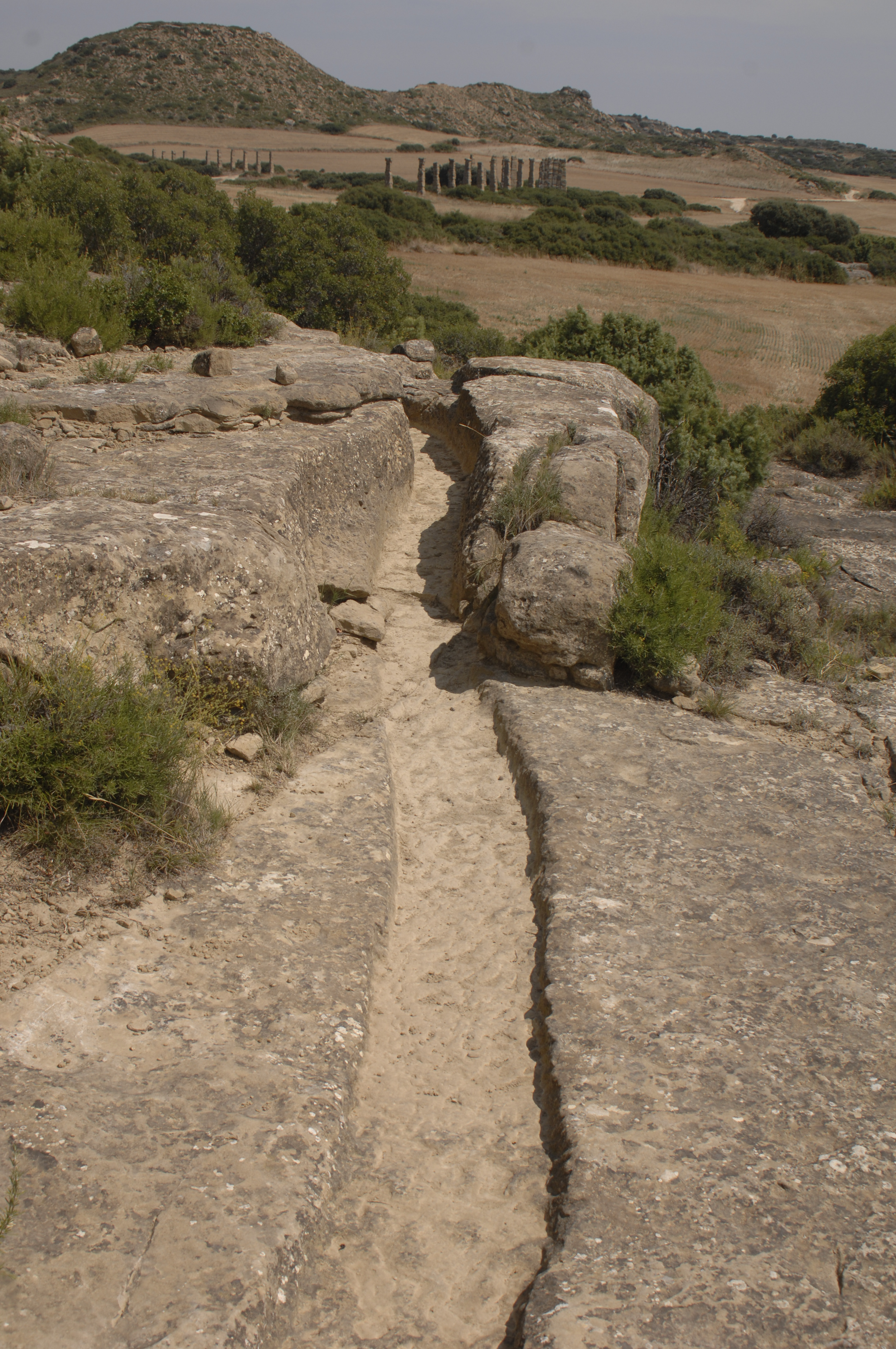
Tram de specus de l'aqüeducte de Los Bañales, amb els pilars al fons.

#### El tram elevat de l'aqüeducte: Els Pilarons
L'aqüeducte constitueix un dels elements més destacats del jaciment arqueològic de Los Bañales. Es tracta d'una obra, que malgrat la seva aparent tosquedat és una referència entre els aqüeductes romans a Espanya a causa del seu sistema constructiu.
S'estén des de Puy Foradado -turó de suggeridor nom que segons la tradició es deu al fet que va estar perforat per al pas de l'aigua- salvant una petita depressió d'uns 350 m., recolzant-se en una cresta rocosa, en part elevat sobre pilars i en altres punts per un canal tallat en la pròpia roca –specus-, per accedir a la ciutat de Los Bañales en algun punt encara per determinar.
D'aquesta part elevada de l'aqüeducte es conserven 32 dels més de 70 pilars que se suposa que va haver de tenir, construïts amb carreus d'arenisca de la zona, en nombre i grossor variable en cada pilar, depenent de l'altura necessària, col·locats en sec un sobre un altre i enginyosament recolzats sobre l'estrat d'areniscas que aflora a la zona i en el qual es van llaurar les caixes de fonamentació necessàries per a l'equilibrat de cada pilar sobre el terreny.
El carreu superior de cada pilar, té un rebaixi en forma de "U" que serviria per al suport de la llinda que sostindria el canal -o canonada- que transportaria l'aigua i a uns 90 cm de la coronació de cada pilar, apareix una perforació horitzontal de costat a costat, que permetria crear un sistema d'apuntalament per al suport de la llinda al centre de l'obertura entre cada dos pilars, reforçant d'aquesta manera l'estructura.
El tram elevat d'aquest singular aqüeducte, es complementava amb trams de specus tallat en la pròpia roca -s'han recuperat alguns metres d'aquest sistema-, aprofitant el vessant d'algunes llomes, mantenint el nivell necessari i amb el pendent adequat per a la continuïtat del trànsit de l'aigua. Tenint en compte les cotes a les quals es troben els diferents elements del recorregut s'ha calculat que tot l'aqüeducte mantenia un pendent constant inferior al 0,1 % -un metre de diferència per cada quilòmetre de recorregut-, la qual cosa fa una diferència d'altura entre pilars d'uns pocs mil·límetres.
Existeix una llegenda local que atribueix la construcció de l'aqüeducte al Diable:
| «                   | Una jove que suposadament viuria a Los Bañales, cansada de portar l'aigua des del riu, fa un pacte amb el Diable perquè li construeixi un aqüeducte que porta l'aigua fins a casa abans que canti el gall l'endemà aportant la seva ànima a canvi, però gairebé clarejant l'endemà el Diable està col·locant l'última pedra de la seva obra, la jove apropa un llum d'oli al gall, que creient que ja és de dia, canta i fa que el Diable desisteixi pensant que no ha pogut aconseguir la seva comesa, aconseguint la jove d'aquesta manera i després de col·locar l'última pedra, el seu preuat aqüeducte sense pèrdua de la seva ànima. | » |
| — Llegenda popular. | |   |

#### La presa

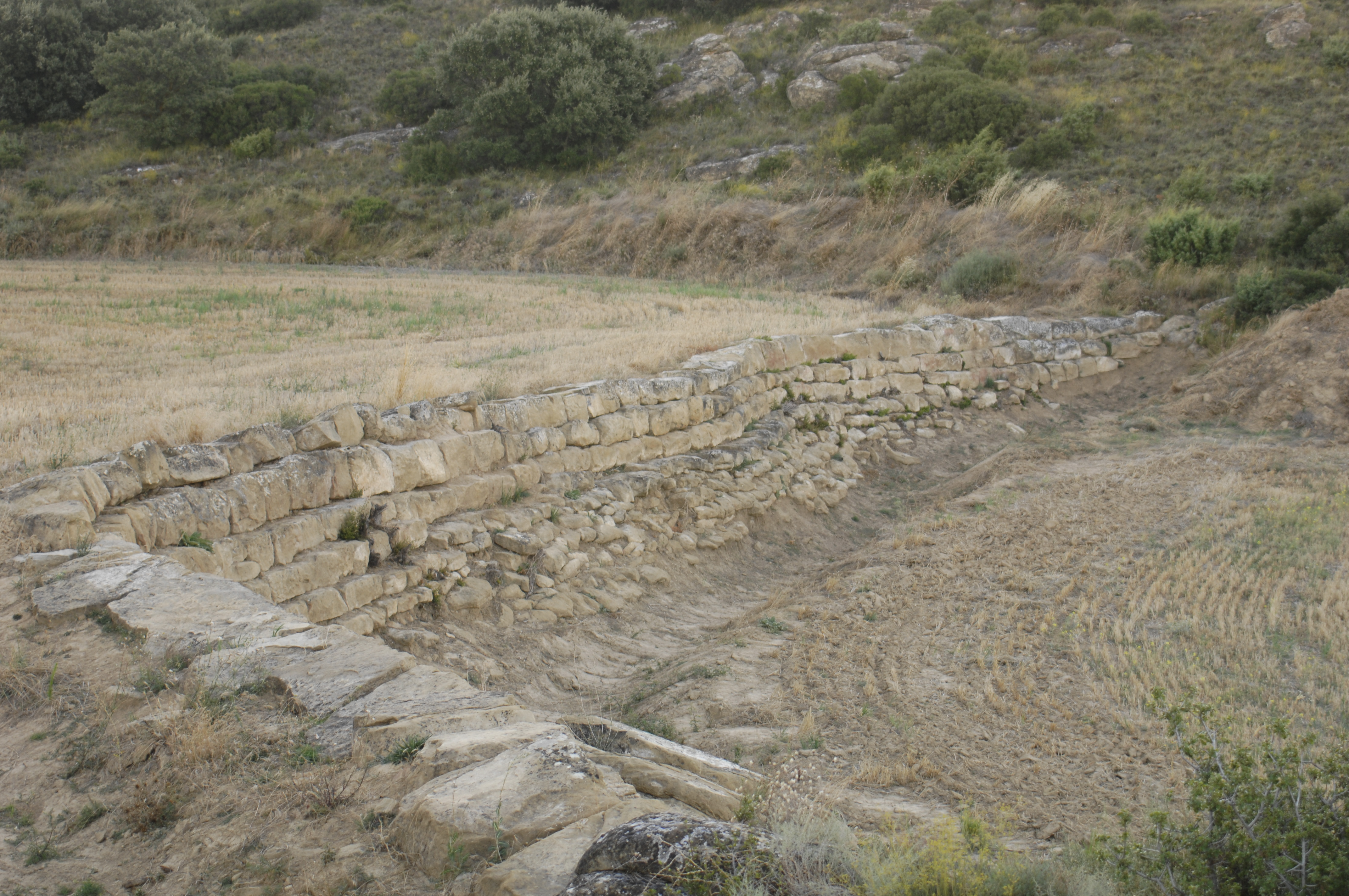
Presa de Cubalmena -Biota-.

La tradició oral atribueix l'origen de l'aigua que arribava a Los Bañales, basant-se exclusivament en la memòria col·lectiva, a la Font del Diable de Malpica de Arba, però fins al moment no ha pogut confirmar-se aquesta dada i els mesuraments de cota realitzats en els més de 9 km. –en línia recta- de recorregut entre aquest lloc i la ciutat romana ho fan difícilment viable, la qual cosa fa pensar que l'origen del subministrament –caput aquae- és un altre.
Per aquest motiu, i tenint en compte algunes anotacions de campanyes arqueològiques anteriors que citaven una possible presa en el paratge anomenat Cubalmena -nom de per si ja definitori-, en l'actual Pla de Recerca s'ha confirmat l'existència d'aquesta presa, que distaria poc més de 2 km. del centre de l'actual jaciment, encara que es troba ja en el terme municipal de Biota.

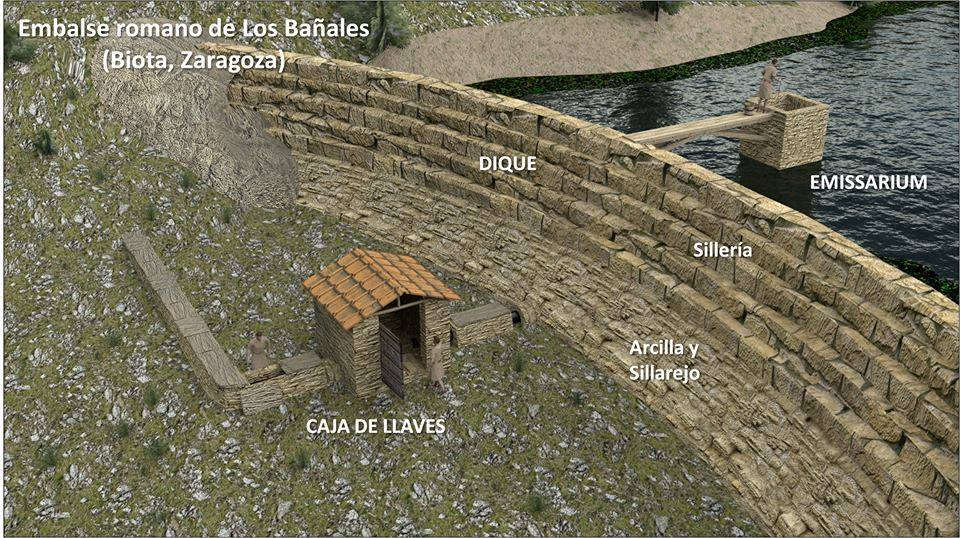
Recreació de la presa de Cubalmena -Biota-.

L'estructura descoberta, sens dubte es tracta d'una presa romana, encara que en l'actualitat serveix de mur de separació entre dues parcel·les de cultiu a diferent altura, però excavat íntegrament el que seria la seva frontal aigües avall, s'observa un mur de 53m. de llarg en forma d'arc, realitzat amb carreus col·locats en filades escalonades i recolzat en els seus dos extrems sobre dos afloraments rocosos en els quals es apuntalaría per resistir l'embranzida de la massa d'aigua. S'han realitzat tastos en la part superior del dic, constatant que es va construir sobre un jaç d'argiles que a més de suport li servia per impermeabilitzar-ho.
Tenint en compte la grandària del dic, una altura aproximada de 3m. i l'extensió del llenç d'aigua segons l'orografia de la finca superior, s'ha calculat que en el seu moment va poder contenir uns 30.000 m³ d'aigua. Seria l'aigua provinent d'una deu actualment desapareguda –però que encara perdura en el record de les gents i que fa que el terreny actual sigui especialment fèrtil- així com l'aigua de la pluja que recolliria dels turons propers pels petits barrancs que conflueixen en aquesta mateixa parcel·la.
Des d'aquesta presa i envoltant – o perforant- el turó de Puy Foradado, la sortida d'aigua buscaria la vall en direcció a la ciutat i enllaçaria amb el tram elevat de l'aqüeducte, encara que de moment no es coneix el punt d'arrencada ni la manera en què enllaçarien aquestes dues estructures.

### La necròpoli

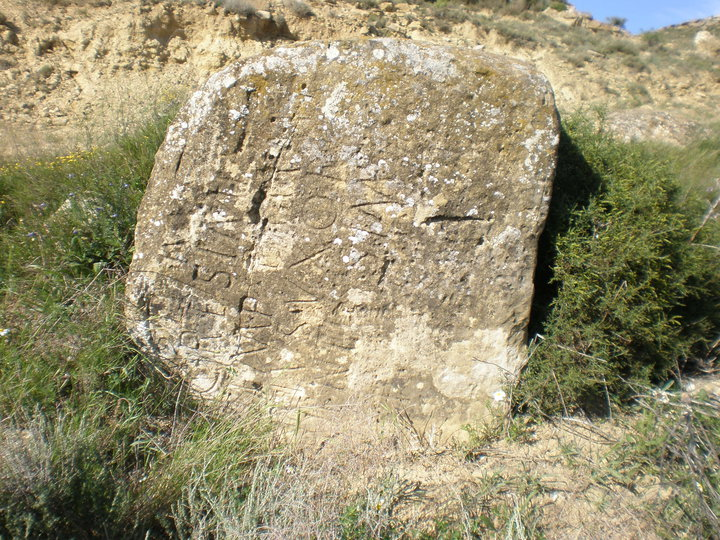
Cupa dedicada a Chresima per Sempronio Paramithio. Necròpoli de Los Bañales.

Com qualsevol ciutat romana, Los Bañales va comptar amb la seva pròpia necròpoli. S'han identificat les seves restes al sud-oest del que hauria estat el nucli urbà, és a dir, a esquena de la ciutat, accessible punt des d'aquesta com des de la via que passaria a poca distància d'aquest lloc.
Fruit de les prospeccions arqueològiques -encara no s'ha excavat en aquesta zona- s'ha pogut constatar que en la necròpoli hi havia deixants quadrangulars i de cap triangular, altars funeraris, pedestals i especialment cupae.
Les cupae -en llatí, singular cupa, plural cupae- és un tipus peculiar de monument funerari de planta allargada amb coberta cilíndrica, imitant un tonel tombat -de fet, cupa vol dir tonel en llatí-, que es van utilitzar en algunes regions de l'Imperi Romà entre els Segles I i III i que va ser excepcionalment freqüent en aquesta zona. Sota la seva forma de tonel disposava d'un buit en el qual s'introduïa una urna amb les cendres del difunt i disposava d'un orifici lateral perquè els familiars poguessin fer ofrenes i libacions i en un dels laterals s'esculpia una inscripció commemorativa.
Les cupae no només van ser freqüents en la necròpoli de Los Bañales sinó, especialment, en les de les seves finques rurals, ocupades per villae de la elit. Les troballes s'han anat incrementant en els últims anys, des de l'inici de la revisió del territori rural en 2009, l'últim es va produir a l'estiu de 2015.

#### Monuments funeraris

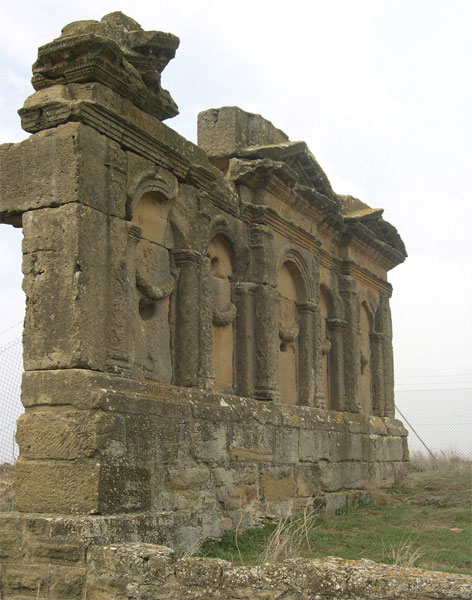
El Mausoleu dels Atilis, portada nord.

A l'empara de la ciutat de Los Bañales i no lluny de la via que per allí passava, algunes de les finques de l'elit local, disposaven a l'entorn de les seves luxoses edificacions de acotats funeraris propis, dels quals ens han arribat algunes evidències.
- Mausoleu dels Atilis - Anomenat popularment L'altar dels moros, és un mausoleu romà del que es conserva la seva portada i en les inscripcions de la qual s'indica que Atilia Festa ho va construir, en vida, per al seu avi Cayo Atilio Genial, per al seu pare Lucio Atilio Festo i per a ella mateixa. Aquesta façana és una de les joies ornamentals de l'art funerari romà en la península Ibèrica.[72]

El gener de 2016, a partir d'una detallada documentació fotogramétrica i després del seguiment de monuments semblants i del ritme del fet funerari a la zona en època romana, Pablo Serrano, infografista del projecte de Los Bañales ha dut a terme una restitució estructural del fitat, en 3D, que s'allotja al canal de vídeos de Los Bañales.
- Mausoleu de la Sinagoga de Sádaba - Es tracta d'un mausoleu romà realitzat en opus mixtum, un aparell romà fet a força de sillarejo i maó, de planta cruciforme amb dues exedras absidiades als costats, amb braços desiguals. El monument segueix paral·lels arquitectònics d'època constantiniana, segle IV d. C., com Sant Miquel de Egara (Terrassa) o Centcelles (Constantí, Tarragona). Estaria associat igualment a una suntuosa vila, de la qual es conserven algunes restes a escassos metres del mausoleu.

El 17 d'abril de 2015 el Laboratori de Documentació Geomètrica del Patrimoni (LDGP) de la Universitat del País Basc, va presentar en Biota un exhaustiu treball sobre les restes d'aquest mausoleu, documentant el seu estat de conservació en aquest moment i quedant els seus resultats a disposició pública per a futurs estudis o treballs de restauració.

## El poblament rural
La Comarca de les Cinc Viles és avui dia un territori eminentment rural. Pesi a la intensa urbanització que la zona va registrar en època romana, les seves antigues ciutats vivien, sobretot, de l'activitat agrària. Cereal, oli, vi, espart, fusta, productes ramaders i, també, arenisca van haver de ser els productes “estavella” d'aquest territori tan intensament romanitzat, molt bé irrigat per les aigües dels rius Riguel i Arba de Luesia i travessat, a més, per una calçada fonamental, la que connectava la Vall de l'Ebre amb el Cantàbric i amb el Pirineu i una extensa xarxa de camins secundaris.
L'elit local, que disposava de grans explotacions agrícoles, mantenia una activa relació amb la ciutat, utilitzant-la com a mercat dels seus productes i com a font de treballadors. Existien grans districtes rurals annexos a la ciutat -uici- on se situaven els diferents grups d'artesans i una mica més allunyades i situades estratègicament les uillae, suntuosas finques que aprofitaven els recursos de la seva àrea circumdant i que disposaven en alguns casos d'importants instal·lacions particulars com a termes o necròpolis pròpies -a alguna d'aquestes uillae pertanyen els mausoleus dels Atilis o de la Sinagoga de Sádaba-.
En l'estiu de 2013 l'Ajuntament de Layana amb l'assessorament de la Fundació Uncastillo, va inaugurar un innovador Centre d'Interpretació sobre el paisatge rural romà anomenat De Agri Cultura. Aquest espai interpretatiu està situat en la torrassa medieval del segle xi que presideix el caseriu del municipi. Es tracta d'un espai domotitzat que permet a qui ho visita fer-se una idea dels sistemes productius, de la vida econòmica i de la societat camperola de l'època romana a l'entorn de Los Bañales.